# Greenwich
 Ovo je glavno značenje pojma Greenwich. Za druga značenja pogledajte Greenwich (razdvojba).
Greenwich (engleski izgovor: [▶]) je južna četvrt Londona, najpoznatija po svojoj pomorskoj povijesti i kao mjesto po kojemu je nazvan nulti Grinički meridijan (0∘). Nalazi se na zavoju rijeke Temze gdje je voda jako duboka i oduvijek pogodna za luku, odatle se naglo diže 30 m do naselja Blackheath. 
God. 1997., Pomorsko središte Greenwicha, zajedno s georgijanskim i viktorijanskim središtem grada i Greenwich parkom, je upisano na UNESCO-ov popis mjesta svjetske baštine u Europi, zbog velike koncentracije iznimno vrijednih povijesnih zgrada velike arhitektonske vrijednosti.

## Povijest
Ovo naselje iz 6. st. je postalo poznato tek kada je u 15. st. izgrađena kraljevska palača Placentia u kojoj su se rodili mnogi vladari iz dinastije Tudor, uključujući Henrika VIII. i Elizabetu I. Palača je zapostavljena i propala tijekom Engleskog građanskog rata i nakon njega je obnovljena kao Kraljevska mornarička bolnica (Royal Naval College) arhitekta Christophera Wrena i njegovog asistenta Nicholasa Hawksmoora. 
U 17. st. grad je postao popularnim izletištem i izgrađene su mnoge velike kuće na brdu iznad gradskog središta, kao što je dvorac Vabrugh. 
God. 1873., građevine Kraljevske mornaričke škole su postale Kraljevskom pomorskom školom, sve do 1998. god. kada su prešle u ruke fundacije Greenwich za zaštitu spomenika. Povijesne prostorije ovih građevina su otvorene za javnost, dok se ostalima služi Greenwich sveučilište i glazbena škola Trinity College.
Do 1889. god. kada je osnovana londonska županija, Greenwich je pripadao Kentu.

## Znamenitosti
Kraljičina kuća u Greenwichu (Queen's House) je bivša kraljevska rezidencija koju je od 1614. – 1617. god. izgradio Inigo Jones za kraljicu Anu, suprugu kralja Jakova I., kao prvu pravu renesansnu građevinu u Ujedinjenom Kraljevstvu.
Kraljevska mornarička škola je remek-djelo Sir Cristophera Wrena, izgrađeno u baroknom stilu s kupolom kao središtem cijelog kompleksa. neke od njegovih prostorija su slavna Oslikana dvorana (James Thornhill) i Kapela sv. Petra i Pavla (James 'Athenian' Stuart). U kompleksu se nalaze i Greenwich sveučilište, Glazbena škola Trinity (Trinity College of Music). 
U 20. st. pomorska prošlost Greenwicha je proslavljena otvaranjem "Državnog pomorskog muzeja" 1934. god. u bivšim zgradama Kraljevske mornaričke škole, ali i trajnim vezom slavnih brodova Cutty Sark i Gipsy Moth IV (jedrilica koja je dvaput oplovila svijet) na njegovoj obali.
Južno od njih se nalazi Greenwich park iz 17. st. koji se rasprostire na 700 m2 bivšeg lovišta palače Placentia, iznad naselja Blackheath. U parku se nalazi skupina zgrada koje čine Kraljevski opservatorij iz 1675. god. kroz koji prolazi Grinički meridijan. U njemu se nalazi i Muzej astronomskih i navigacijskih alata koji posjeduje mnoge jedinstvene znamenitosti.
Georgijanska i viktorijanska arhitektura dominira središtem grada koji se rasprostire istočno od parka prema Greenwich tržnici koja datira u 14. st., a okružena je građevinama iz 17. st.
Na poluotoku Greenwich je 1999. god. izgrađena Milenijska kupola (Millennium Dome) koja je danas središte zabavne četvrti "O2" 4,8 km istočno od središta grada. Danas se južno od parka gradi novo urbano naselje Greenwich Millennium Village.
- Kraljičina kuća u Greenwichu
- Državni pomorski muzej
- Kraljevski opservatorij u Greenwichu
- Središnja zgrada opservatorija
- Milenijska kupola

## Događanja
Veslanje je oduvijek bilo dio života na Temzi kod Greenwicha. Prva Greenwich regata je održana 1785. god., a svake godine se održava "Utrka velike rijeke" na dijelu Temze "Tideway" do broda Cutty Sark. U Greenwichkom Trafalgarskom centru se nalaze i veslački klubovi Curlew Rowing Club i Globe Rowing Club.

## Slavni stanovnici
- Elizabeta I., engleska kraljica
- Henrik VIII., engleski kralj
- Glen Johnson, nogometaš
- Samuel Johnson, tvorac engleskog riječnika
- Vanessa Redgrave, glumica
- James Thornhill, barokni slikar
- John Vanbrugh, arhitekt

## Vanjske poveznice
- Greenwich - službena stranica svjetske baštine  Arhivirana inačica izvorne stranice od 1. ožujka 2009. (Wayback Machine)